# IPadOS 26
iPadOS 26 è la settima versione del sistema operativo iPadOS, sviluppato da Apple. È stato annunciato alla Worldwide Developers Conference (WWDC) il 9 giugno 2025 e lo stesso giorno è stata pubblicata la prima beta per gli sviluppatori.
A partire da questa versione, tutti i sistemi operativi Apple sono identificati con un numero corrispondente all'anno successivo al rilascio.

## Descrizione

### Interfaccia
- Liquid Glass è il nuovo design con effetti di trasparenza e traslucidi;
- È stato aggiunto un sistema di gestione a finestre delle app, oltre al multitasking dei processi in background.

### Funzioni
- L'app Messaggi ora supporta sfondi personalizzati per le chat, sondaggi e l'indicatore di scrittura in corso degli altri utenti;
- Traduzione Live traduce i messaggi di testo e audio;
- AutoMix miscela le canzoni in modo intelligente;
- Intelligenza Visiva interagisce con gli elementi che compongono lo schermo.
- L'app Telefono ora è presente su iPad ed è specchio di quella presente su iPhone.

### Nuove app
- l'app Games permette di gestire i videogiochi acquistati;
- l'app Anteprima visualizza l'anteprima dei file.

## Dispositivi supportati
Per installare iPadOS 26, occorre disporre di uno dei seguenti dispositivi:
- iPad Pro (3ª gen. o successiva)
- iPad Air (3ª gen. o successiva)
- iPad (8ª gen. o successiva)
- iPad mini (5ª gen. o successiva)

(Le funzioni di Apple Intelligence richiedono un iPad Pro con M1 o successivi, iPad Air con M1 o successivi oppure iPad mini con A17 Pro o successivi; alcune caratteristiche non sono disponibili su tutti i dispositivi indicati)